# Puerto de Alisas
El puerto de Alisas es un puerto de montaña situado en la comunidad autónoma de Cantabria (España), de 674 metros de altitud en cuyas faldas se asienta la población de Alisas (Arredondo). Es la divisoria de las cuencas hidrográficas de los ríos Asón y Miera, y límite municipal entre Arredondo, Riotuerto y Ruesga. Su ascenso se realiza a través de la sinuosa carretera CA-261, que comunica las poblaciones de La Cavada, en el valle del Miera, con Arredondo, en el valle alto del Asón.

## Descripción

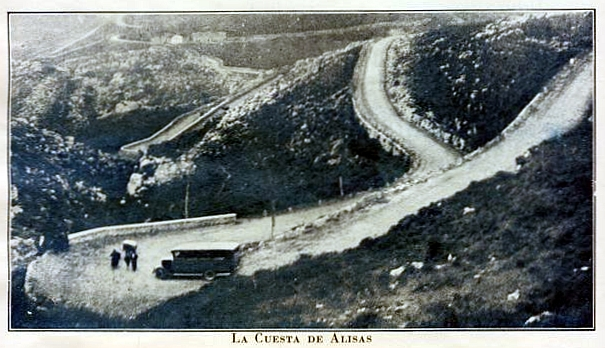
Últimas rampas de acceso al Alto de Alisas desde Riotuerto en 1941. En la curva de primer plano está situado actualmente el monumento al ciclista.

Su topónimo indica la probable abundancia en el pasado de bosques de alisos, hoy en día desaparecidos debido fundamentalmente a la tala de madera para proveer a los hornos de la antigua fábrica de artillería de La Cavada y la pradificación de sus laderas para la actividad ganadera. No obstante, aún existen reductos de hayedos, bosquetes de avellanos y robledales, además de plantaciones de eucalipto.
Pascual Madoz, en su Diccionario geográfico-estadístico-histórico de España y sus posesiones de Ultramar, señala la existencia de una parada de postas construida en 1841 en el Alto de Alisas, actualmente con otro uso. 
Al estar enmarcado en una comarca donde predomina fundamentalmente la roca caliza, destaca la presencia de procesos kársticos como el rasgo más característico, pudiéndose apreciar claramente el valle de Matienzo, uno de los poljé habitados más importantes de Europa.

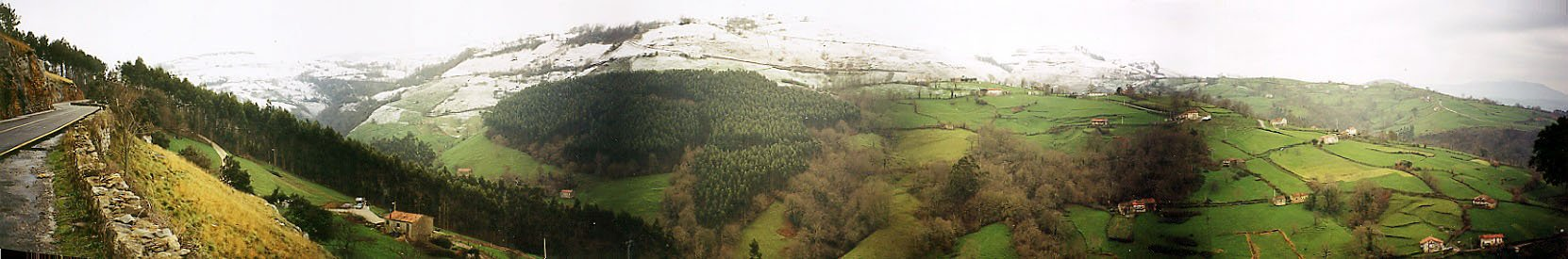
Vista panorámica desde la carretera de ascenso al Puerto de Alisas en su vertiente norte en el municipio de Riotuerto.

Desde su mirador y en días despejados es posible observar la bahía de Santander, el valle de Ruesga y gran parte de la zona oriental de Cantabria, Alto Campoo e incluso los Picos de Europa y la cordillera Cantábrica. Debido a que su vía de acceso es una carretera poco transitada con una ascensión dura, sobre todo en sus ocho últimos kilómetros con curvas de escaso radio, suele ser bastante frecuentado por ciclistas y motociclistas. En una de las curvas existe un monumento dedicado a estos deportistas que fue inaugurado en 2003. 